# Matheus de Brixia
Pour les articles homonymes, voir Brixia (homonymie).
Matheus de Brixia, également connu sous les noms de Matteo Betini et Matteo da Brescia, est un compositeur italien du Moyen Âge, mort en 1419 à Vicence.

## Biographie
On suppose que Matheus de Brixia est le chanoine de Vicence évoqué dans un testament rédigé le 5 avril 1419 et entériné le 3 octobre de la même année.
Au chapitre de Vicence, de Brixia (également Matteo Betini ou Matteo da Brescia) est l'auteur de Musica (probablement une copie du traité De institutione musica de Boèce) et d'un Liber de cantu (probablement un livre de polyphonie). Il occupe un poste de prêtre chanteur « parce qu'il est difficile de trouver de bons chanteurs ».
La seule composition qui nous soit parvenue de lui est un motet à quatre voix, Jesus postquam monstraverat, dont le manuscrit (Q 15) est conservé au Musée international et bibliothèque de la Musique de Bologne. Le motet est écrit dans un style post-Ciconia « equal-discantus », avec un même texte octosyllabique en mètre hymnique qui paraphrase l'épisode de la Transfiguration dans les deux parties supérieures,.
De Brixia ne doit pas être confondu avec son concitoyen Prepositus Brixiensis.